# Extended Stay Hotels

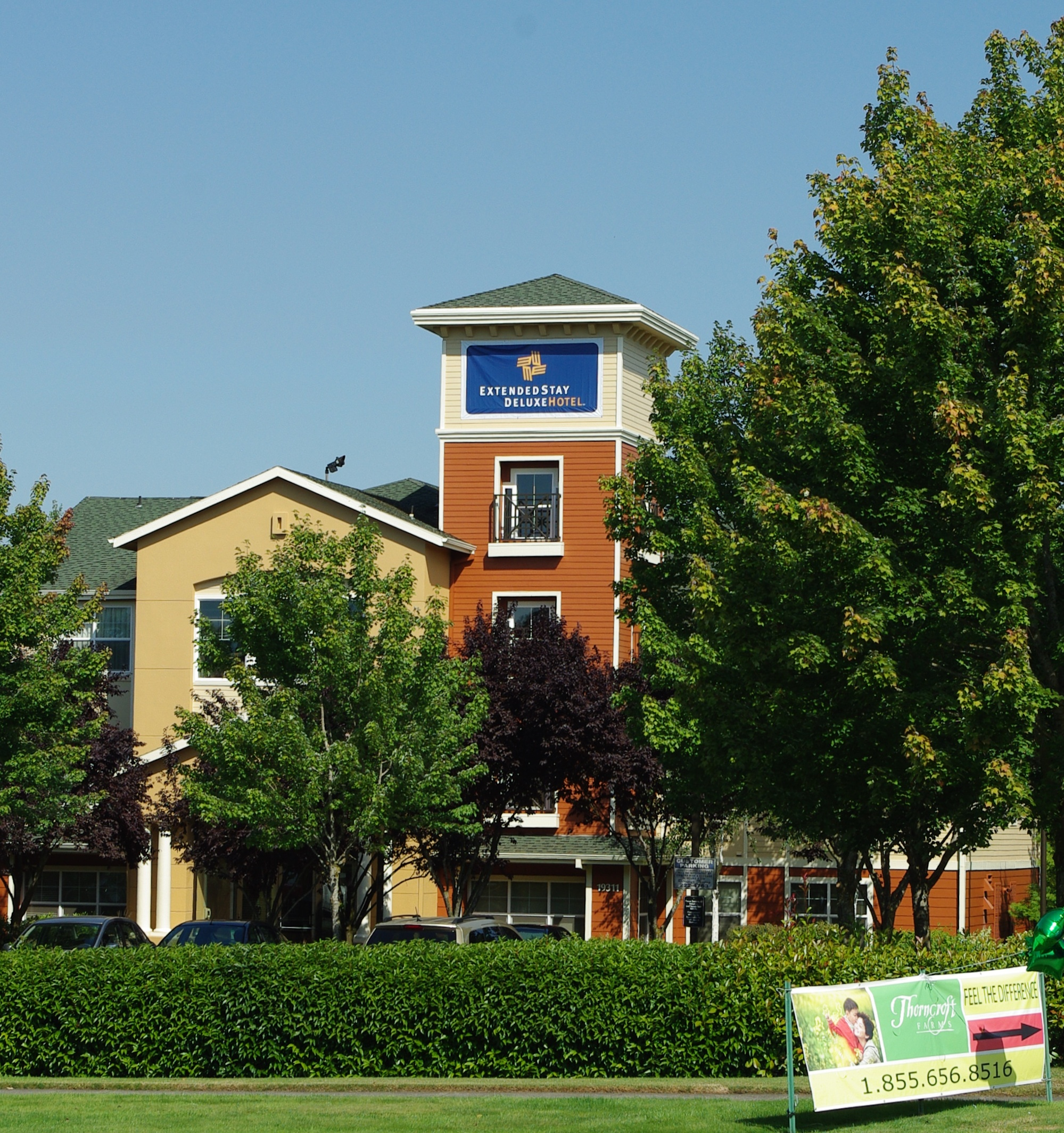
Extended Stay Deluxe Tanasbourne (Hillsboro, Oregón)

Extended Stay Hotels (ESH) es una cadena estadounidense de hoteles. 
En inglés, un extended-stay hotel es un tipo de alojamiento que incluye elementos que no se encuentran en un hotel estándar. Con la una creciente demanda para esta nueva clase de comodidades, ESH continúa ampliándose, actualmente ofreciendo más de 670 propiedades con casi 73.000 cuartos en casi todas las áreas metropolitanas importantes de los EE. UU.
El símbolo de ESH consiste en cuatro letras E en diferentes posiciones, formando en el centro una estrella de cuatro puntas.

## Historia
Extended Stay America (ESA) fue fundado en 1995. Al año siguiente, Extended Stay America adquirió StudioPLUS, continuando su crecimiento. Durante este tiempo la compañía también adquirió Crossland Economy Studios. 
El Blackstone Group compró la compañía en el año 2004. Esto unió a ESA con Homstead Studio Suites Hotels. Esta, originalmente llamada Homstead Village, fue fundada en 1992 en Santa Fe (Nuevo México), con sus primeras ubicaciones en Dallas y Houston. 
En 2005, la nueva compañía lanzó su última marca, Extended Stay Deluxe.